# كونراد كينيدي الثالث
كونراد كينيدي الثالث (بالإنجليزية: Conrad Kennedy III)‏ هو مصارع محترف أمريكي، ولد في 5 فبراير 1977 في غرينيتش في الولايات المتحدة.

## روابط خارجية
- كونراد كينيدي الثالث على موقع CageMatch worker (الإنجليزية)
- كونراد كينيدي الثالث على موقع قاعدة بيانات المصارعة على الإنترنت (الإنجليزية)
- كونراد كينيدي الثالث على موقع عالم المصارعة على الإنترنت (الإنجليزية)
- كونراد كينيدي الثالث على موقع عالم المصارعة على الإنترنت (الإنجليزية)